# Comuna de Lubań
Lubań (polaco: Gmina Lubań) é uma gminy (comuna) na Polónia, na voivodia de Baixa Silésia e no condado de Lubański. A sede do condado é a cidade de jednostkę administracyjną.
De acordo com os censos de 2004, a comuna tem 6501 habitantes, com uma densidade 45,7 hab/km².

## Área
Estende-se por uma área de 142,15 km², incluindo:
- área agricola: 70%
- área florestal: 22%

## Demografia
Dados de 30 de Junho 2004:
|                      | Total   | Total | Mulheres | Mulheres | Homens  | Homens |
| -------------------- | ------- | ----- | -------- | -------- | ------- | ------ |
|                      | pessoas | %     | pessoas  | %        | pessoas | %      |
| População            | 6501    | 100   | 3285     | 50,5     | 3216    | 49,5   |
| Densidade (pop./km²) | 45,7    | 100   | 23,1     | 23,1     | 22,6    | 22,6   |

De acordo com dados de 2002, o rendimento médio per capita ascendia a 1178,15 zł.

## Subdivisões
- Henryków Lubański, Jałowiec, Kościelnik, Kościelniki Dolne, Mściszów, Nawojów Łużycki, Nawojów Śląski, Pisarzowice, Radogoszcz, Radostów Dolny, Radostów Średni, Radostów Górny, Uniegoszcz.

## Comunas vizinhas
- Gryfów Śląski, Leśna, Lubań, Nowogrodziec, Olszyna, Pieńsk, Platerówka, Siekierczyn, Zgorzelec